# Las luchadoras contra la momia
Las luchadoras contra la momia és una pel·lícula fantàstica i de terror mexicana del 1964 dirigida per René Cardona i protagonitzada per Armando Silvestre.

## Sinopsi
Un arqueòleg llega un còdex secret i un mapa que condueix a un fabulós tresor asteca al doctor Trelles abans de ser assassinat per la banda del Drac Negre. Sabent que aquesta societat secreta també el persegueix, Trelles el divideix en tres peces i les lliura a dues germanes de lluita lliure, Gloria Venus i Golden Rubí, així com al promès d’un d’ells, Armando. L'arqueòleg va advertir especialment aquest últim durant una baralla entre les dues noies que Trelles estava en perill. Mentrestant, el Drac Negre segresta a Chela, la filla d’un científic difunt, per manipular-la mentalment. Arriba a robar les dues peces confiades a les dues germanes després d’haver-les drogat. Tot i això, la colla treballa amb ells per desxifrar el còdex, entrar a la piràmide i robar el tresor. Malauradament, alliberen una mòmia asteca, capaç de transformar-se en un ratpenat o serp, i hauran d’enfrontar-se al príncep Fugiyato, el líder del Drac Negre, així com a la seva banda de lluitadors ...

## Repartiment
- Lorena Velázquez: Loreta alias Gloria Venus
- Armando Silvestre: Armando Rios
- Elizabeth Campbell: Golden Rubí
- María Eugenia San Martín: Chela
- Chucho Salinas: Chucho Gomez
- Ramón Bugarini: Prince Fujiyata
- Víctor Velázquez: Dr. Luis Trelles